# Уметност азербејџанског ашика
Уметност азербејџанског ашика уписан је 2009. године на Репрезентативну листу нематеријалног културног наслеђа човечанства. Уметност азербејџанског ашика комбинује поезију, приповедање, плес и вокалну и инструменталну музику као традиционални перформанс.

## Историја
Уметност азербејџанског ашика је традиционално извођење где се комбинује поезија, приповедање, плес и вокална и инструментална музика. То је традиционална уметност перформанса. Одвија се уз пратњу саза, жичаног музичког инструмента.
Постоји класичан репертоар кога чине 200 песама, 150 књижевно-музичких композиција, близу 2000 песама у различитим традиционалним песничким облицима и многобројне приче. Постоје регионалне варијације које укључују и друге музичке инструменте. Ипак за све њих је карактеристичан национални језик и историја уметности. Уметност ашика се сматра амблемом националног идентитета и чуваром азербејџанског језика. Исто помажу у размени културе и дијалога међу етничким групама које живе на тлу Азербејџана и у његовом региону.

## Где све ашици учествују
Ашици могу да учествују на свадбама, различитим забавама као и свечаним догађајима широм Кавказа. Могу се видети и на концертним сценама, телевизији, чути на радиу. Понекад стварају савремени репертоар комбинујући традицију са савременим мелодијама.

## Ашик Алесгер
Ашик Алесгер је познати представник националне поезије Азербејџана. Проширио је садржај и форму поезије и дао велики допринос азербејџанској и турске поезије уопште. Он је учио од великих ашика свог времена, али је зато оставио дубок траг у ашицима који су долазили после њега.